# Radislav Krstić

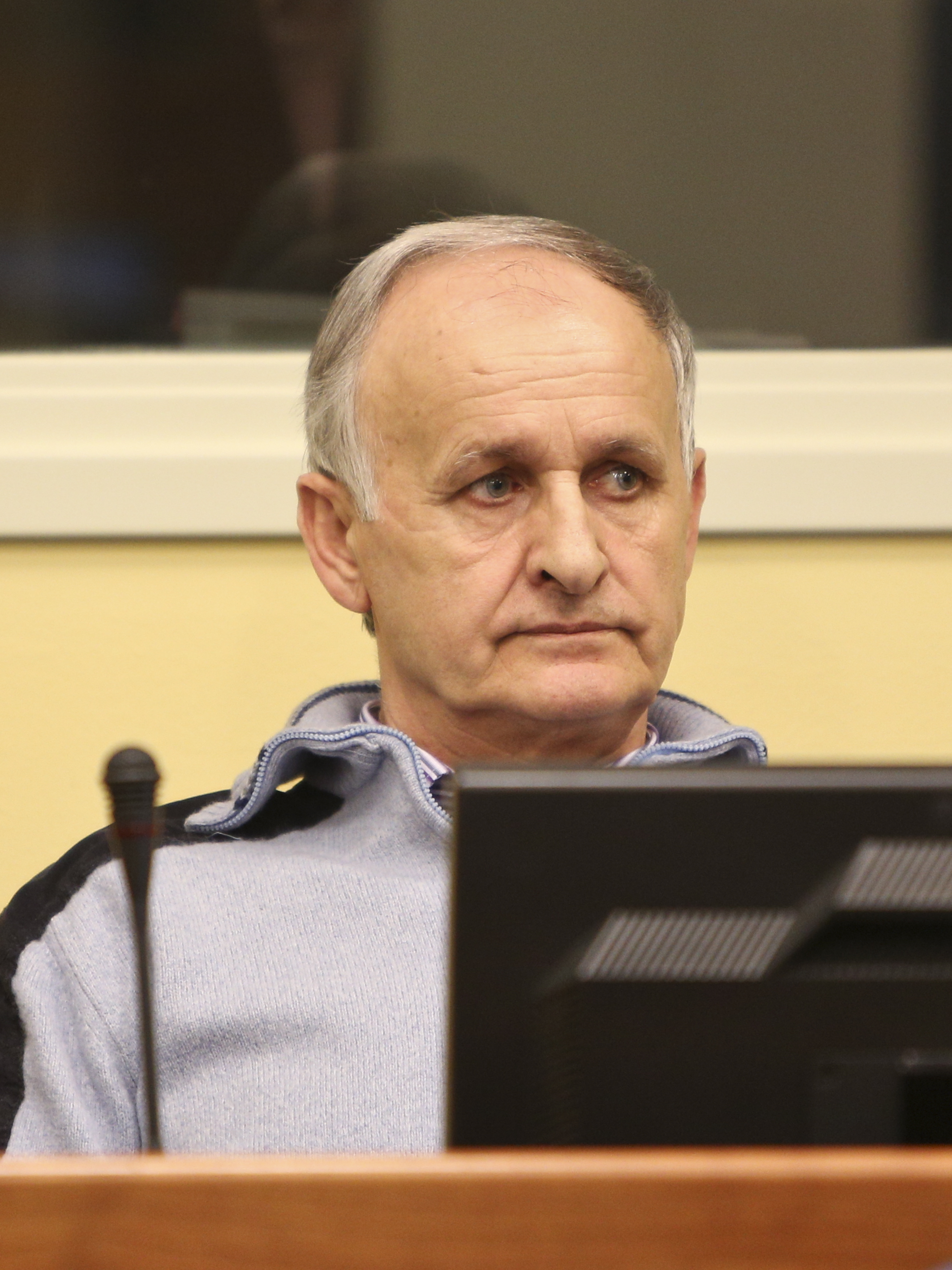
Radislav Krstić in 2013

Radislav Krstić (Servisch: Радислав Крстић) (Nedjeljišta, 15 februari 1948) was de chef-staf en waarnemend legercommandant van het Drina Corps van de Servische Republiek van oktober 1994 tot en met 12 juli 1995. Hierna werd hij bevorderd tot de rang van generaal-majoor in juni 1995 en nam het generaal commando over van het Drina Corps op 13 juli 1995.
In 1998 werd Krstić aangeklaagd wegens oorlogsmisdaden door het Joegoslavië-tribunaal in Den Haag in verband met de massamoord op 8100 Bosnische mannen en jongens op 11 juli 1995 tijdens de Val van Srebrenica. Op 2 augustus 2001 werd hij de eerste persoon die tijdens dit tribunaal voor genocide werd veroordeeld en kreeg een gevangenisstraf van 35 jaar. Hij is, sinds de conventie van 1948 van de Verenigde Naties (die handelt over genocide (Genocideverdrag)) werd aangenomen, de derde persoon die hiervoor veroordeeld werd. In hoger beroep werd de veroordeling wegens genocide echter verworpen, maar het hof hield wel vast aan de aanklacht van bijstand en bijdrage aan genocide.